# Vitice
Vitice (en allemand : Wittitz) est une commune du district de Kolín, dans la région de Bohême-Centrale, en République tchèque. Sa population s'élevait à 1 088 habitants en 2020.

## Géographie
Vitice se trouve à 6 km au sud-est de Český Brod, à 20,5 km à l'ouest de Kolín et à 36 km à l'est-sud-est du centre de Prague.
La commune est limitée par Chrášťany au nord, par Třebovle et Kouřim à l'est, par Oleška au sud, et par Kostelec nad Černými lesy et Krupá à l'ouest.

## Histoire
La première mention écrite de la localité date de 1080.

## Administration
La commune se compose de six quartiers :
- Vitice
- Dobré Pole
- Hřiby
- Chotýš
- Lipany
- Močedník

## Transports
Par la route, Vitice se trouve à 8 km de Český Brod, à 24 km de Kolín et à 49 km de Prague.